# Graham Chapman
Dr. Graham Arthur Chapman (n. 8 ianuarie 1941 – d. 4 octombrie 1989) a fost un comic, actor, scriitor și doctor englez, unul din cei șase membri ai grupului umoristic Monty Python. A fost de asemenea actorul principal în cele două filme narative ale grupului, interpretându-i pe regele Arthur în Monty Python and the Holy Grail, respectiv pe Brian Cohen în Monty Python’s Life of Brian.

## Educație și primele reprezentații
Chapman a fost educat la Melton Mowbray Grammar School, studiind apoi medicină la Emmanuel College, în cadrul Universității Cambridge, unde a început să lucreze la scenarii comice alături de alt student de la Cambridge, John Cleese. A obținut diploma de doctor la Barts Hospital Medical College, dar nu a practicat niciodată meseria.
Pe când era la Cambridge, Chapman a făcut parte din teatrul amator al universității, „Footlights”. Printre colegi au fost John Cleese, Tim Brooke-Taylor, Bill Oddie, David Hatch, Jonathan Lynn, Humphrey Barclay, și Jo Kendall. Spectacolul lor „A Clump of Plinths” s-a bucurat de atât de mult succes în cadrul Edinburgh Fringe Festival, încât a fost redenumit „Cambridge Circus”, și a reprezentat un spectacol la teatrul West End din Londra, pornind după aceea într-un tur al Noii Zeelande și ajungând apoi la teatrul Broadway din New York, în septembrie 1964. Au fost invitați în octombrie 1964 la „The Ed Sullivan Show”.

## Scenarist la BBC
Chapman și Cleese au fost angajați de BBC în anii '1960, în special pentru showul lui David Frost, dar și pentru cel al lui Marty Feldman. Chapman a contribuit cu sketchuri și la emisiunea radio BBC I'm Sorry, I'll Read That Again, precum și la emisiuni TV precum The Illustrated Weekly Hudd (cu Roy Hudd), Cilla Black, This is Petula Clark, sau This is Tom Jones. Chapman, Cleese, și Tim Brooke-Taylor i s-au alăturat apoi lui Feldman la showul comic At Last the 1948 Show. Chapman, și uneori Cleese, a scris pentru longeviva emisiune „Doctor in the House”. Chapman a scris unele episoade în colaborare cu Bernard McKenna și David Sherlock.

## Monty Python's Flying Circus
În 1969 Chapman și Cleese s-au alăturat lui Michael Palin, Terry Jones, Eric Idle și artistului american Terry Gilliam pentru a produce Monty Python's Flying Circus. Sketchurile clasice scrise de Cleese și Chapman includ „The Ministry of Silly Walks” („Ministerul Mersurilor Caraghioase”), „Raymond Luxury Yacht” („Raymond Iaht de Lux”) și „Dead Parrot” („Papagal mort”). Unul dintre cele mai cunoscute personaje interpretate de Chapman este „Colonelul”, un ofițer de armată autoritar care apărea din senin pentru a le ordona Pitonilor să întrerupă sketchul pentru că devenise „too silly” (prea caraghios, prea prostesc). După ce Cleese a renunțat la emisiune în 1973, Chapman a scris singur, deși a colaborat cu Neil Innes și Douglas Adams la al patrulea și ultimul sezon. S-a ocupat apoi de mai multe proiecte pentru televiziune și cinematografie, notabile fiind Out of the Trees, The Odd Job și Yellowbeard, în care a jucat alături de Cleese, Peter Cook, Cheech and Chong și Marty Feldman, care a murit în timpul ultimelor zile de filmări.